# Підводні човни типу «Скіпджек»
| Підводні човни типу «Скіпджек» | Підводні човни типу «Скіпджек»                              | Підводні човни типу «Скіпджек»                              |
| ------------------------------ | ----------------------------------------------------------- | ----------------------------------------------------------- |
| Skipjack-class submarine       |                                                             |                                                             |
|                                |                                                             |                                                             |
| Човен «Скіпджек»               |                                                             |                                                             |
| Під прапором                   | США                                                         | США                                                         |
| Спуск на воду                  | 1956—1961 рр. (6 човнів)                                    | 1956—1961 рр. (6 човнів)                                    |
| Виведений зі складу флоту      | 1986—1990 рр.                                               | 1986—1990 рр.                                               |
| Сучасний статус                | 5 утилізовані, 1 затонув                                    | 5 утилізовані, 1 затонув                                    |
| Проєкт                         |                                                             |                                                             |
| Тип ПЧ                         | АПЧТ                                                        | АПЧТ                                                        |
| Розробник проєкту              | Electric Boat, Newport News, Ingalls Shipbuilding, Mare NSY | Electric Boat, Newport News, Ingalls Shipbuilding, Mare NSY |
| Класифікація НАТО              | Skipjack-class                                              | Skipjack-class                                              |
| Основні характеристики         |                                                             |                                                             |
| Швидкість (надводна)           | 15 вузлів (28 км/год)                                       | 15 вузлів (28 км/год)                                       |
| Швидкість (підводна)           | 33 вузлів (61 км/год)                                       | 33 вузлів (61 км/год)                                       |
| Гранична глибина занурення     | 210 м                                                       | 210 м                                                       |
| Автономність плавання          | 75 днів , 150000 миль (245 000 км ходу)                     | 75 днів , 150000 миль (245 000 км ходу)                     |
| Екіпаж                         | 85 осіб                                                     | 85 осіб                                                     |
| Розміри                        |                                                             |                                                             |
| Довжина найбільша (по КВЛ)     | 77 м                                                        | 77 м                                                        |
| Ширина корпусу найб.           | 9,65 м                                                      | 9,65 м                                                      |
| Середня осадка (по КВЛ)        | 9,1 м                                                       | 9,1 м                                                       |
| Озброєння                      |                                                             |                                                             |
| Торпедно- мінне озброєння      | 6 носових ТА калібру 21 дюймів — 533 мм, 24-27 торпеди      | 6 носових ТА калібру 21 дюймів — 533 мм, 24-27 торпеди      |
| Ракетне озброєння              | КР UUM-44 SUBROC                                            | КР UUM-44 SUBROC                                            |
| Зображення на Вікісховищі      |                                                             |                                                             |

Підводні човни типу «Скіпджек» — 6 атомних підводних човнів ВМС США. Човни типу мали краплеподібні обводи корпусу, як і в дизельних човнах "Барбел. Вони були найшвидшими човнами США до появи підводних човнів типу «Лос-Анджелес».

## Історія
Перший човен типу «Скіпджек» з заводським номером «FY 1956» був переданий флоту в квітні 1959. Вартість побудов становила 40 мільйонів доларів у цінах того часу. Човни типу несли службу біля берегів В'єтнаму, коли там йшла війна. Вони були виведені зі складу флоту наприкінці 1980-х і початку 1990-х років, за винятком USS Scorpion (SSN-589), котрий затонув 5 червня 1968 року на південний захід від Азорських островів 32°54.9′ пн. ш. 33°08.89′ зх. д. / 32.9150° пн. ш. 33.14817° зх. д., при поверненні з військових навчань, на глибині 3000 м. Загинуло 99 членів екіпажу. Причина аварії і донині невідома.

## Конструкція
Човни з півторакорпусною конструкцією. Носові рулі були переміщені на масивну рубку, аби усунути шум потоку води при перекладені рулів, подалі від носового гідролокатора. Ця новація стане традиційною для подальших підводних човнів США. На них був встановлений новий успішний водо-водяний реактор S5W, котрий був використаний на 98 АПЧ США і на першому британському атомному підводному човні HMS Dreadnought (S101).

## Представники
| Назва      | Завод                             | Закладений    | Спущений на воду | Переданий флоту | Виведений з флоту | Утилізований                                                  |
| ---------- | --------------------------------- | ------------- | ---------------- | --------------- | ----------------- | ------------------------------------------------------------- |
| «Скіпджек» | Electric Boat                     | 5 жовтня 1955 | 29 травня 1956   | 15 квітня 1959  | 19 квітня 1990    | 1 вересня 1998                                                |
| «Скемп»    | Island Naval Shipyard             | 23 січня 1959 | 8 жовтня 1960    | 5 червня 1961   | 28 квітня 1988    | 9 вересня 1994                                                |
| «Скорпіон» | Electric Boat                     | 31 січня 1957 | 20 серпня 1958   | 29 липня 1959   | 30 червня 1968    | 22 травня 1968 року затонув унаслідок невстановлених обставин |
| «Скульпін» | Ingalls Shipbuilding              | 18 січня 1957 | 3 лютого 1958    | 1 червня 1961   | 3 серпня 1990     | 1 жовтня 2000                                                 |
| «Шарк»     | New York Shipbuilding Corporation | 31 січня 1957 | 24 лютого 1958   | 9 лютого 1961   | 15 вересня 1990   | 1 жовтня 1995                                                 |
| «Снук»     | Ingalls Shipbuilding              | 18 січня 1957 | 7 квітня 1958    | 24 жовтня 1961  | 14 листопада 1986 | 1 жовтня 1996                                                 |